# (254) Augusta
(254) Augusta és un asteroide pertanyent al cinturó d'asteroides descobert el 31 de març de 1886 per Johann Palisa des de l'observatori de Viena, Àustria.
Està nomenat així en honor de l'esposa de l'astrònom austríac Carl Ludwig von Littrow (1811-1877).

## Característiques orbitals
Augusta forma part de la família d'asteroides de Flora.